# Frontera entre els Estats Units i Mèxic
La frontera internacional entre Mèxic i Estats Units d'Amèrica transcorre des de San Diego, Califòrnia i Tijuana, Baixa Califòrnia (oest) fins a Matamoros, Tamaulipas i Brownsville, Texas (est). Fa un recorregut força canviant, des de grans àrees urbanes fins als deserts. Des d'El Paso, Texas i Ciudad Juárez, Chihuahua cap a l'est segueix el transcurs del Rio Grande (Rio Bravo del Norte) fins a arribar al Golf de Mèxic; des de les mateixes dues ciutats cap a l'oceà Pacífic, creua una part important dels deserts de Sonora i Chihuahua, el delta del riu Colorado, l'extrem més al nord de la península de Baixa Califòrnia.

## Ciutats a ambdós costats de la frontera

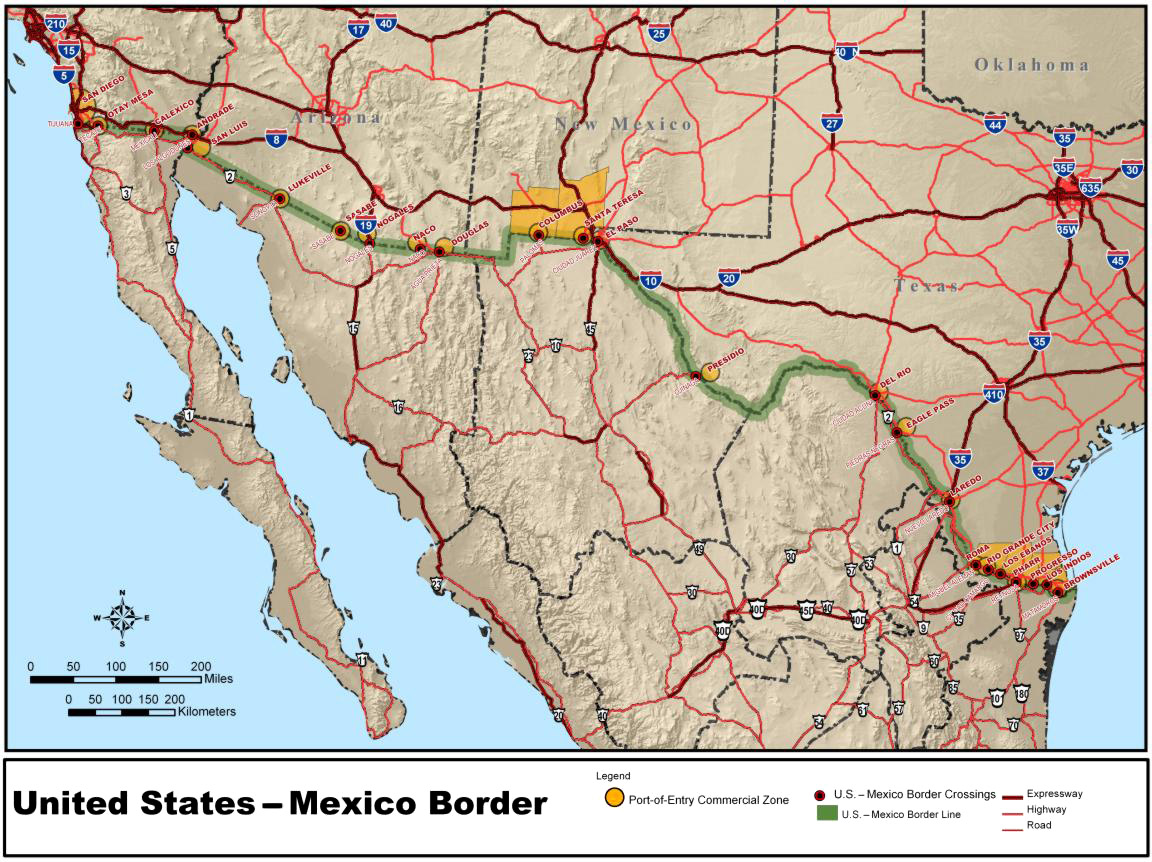
L'actual frontera travessa 4 estats dels EUA i 6 de Mèxic, i té més de 20 punts de travessia. S'estima que en aquesta zona hi viuen uns 12 milions d'habitants

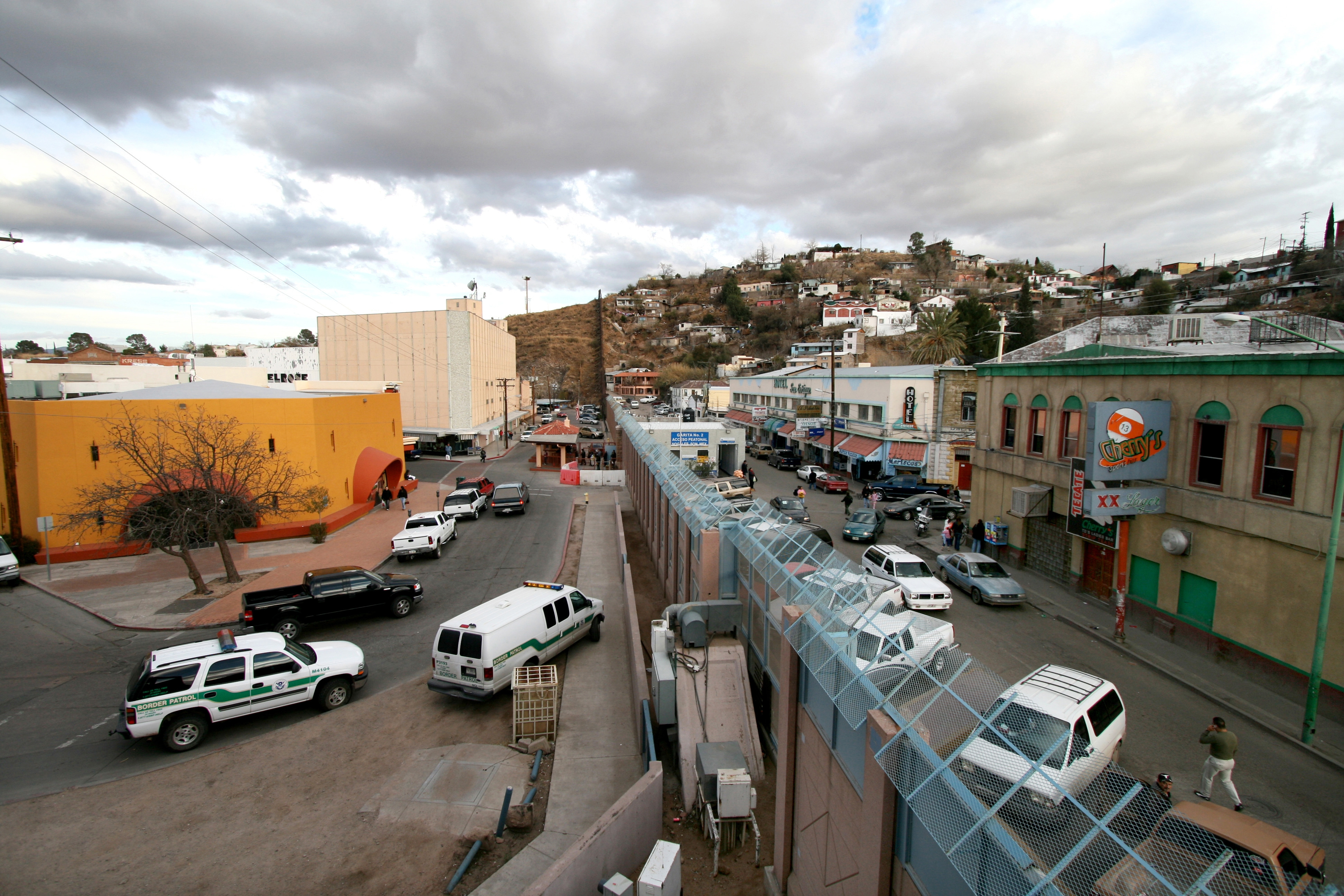
A l'esquerra: Nogales, Arizona; a la dreta: Nogales, Sonora

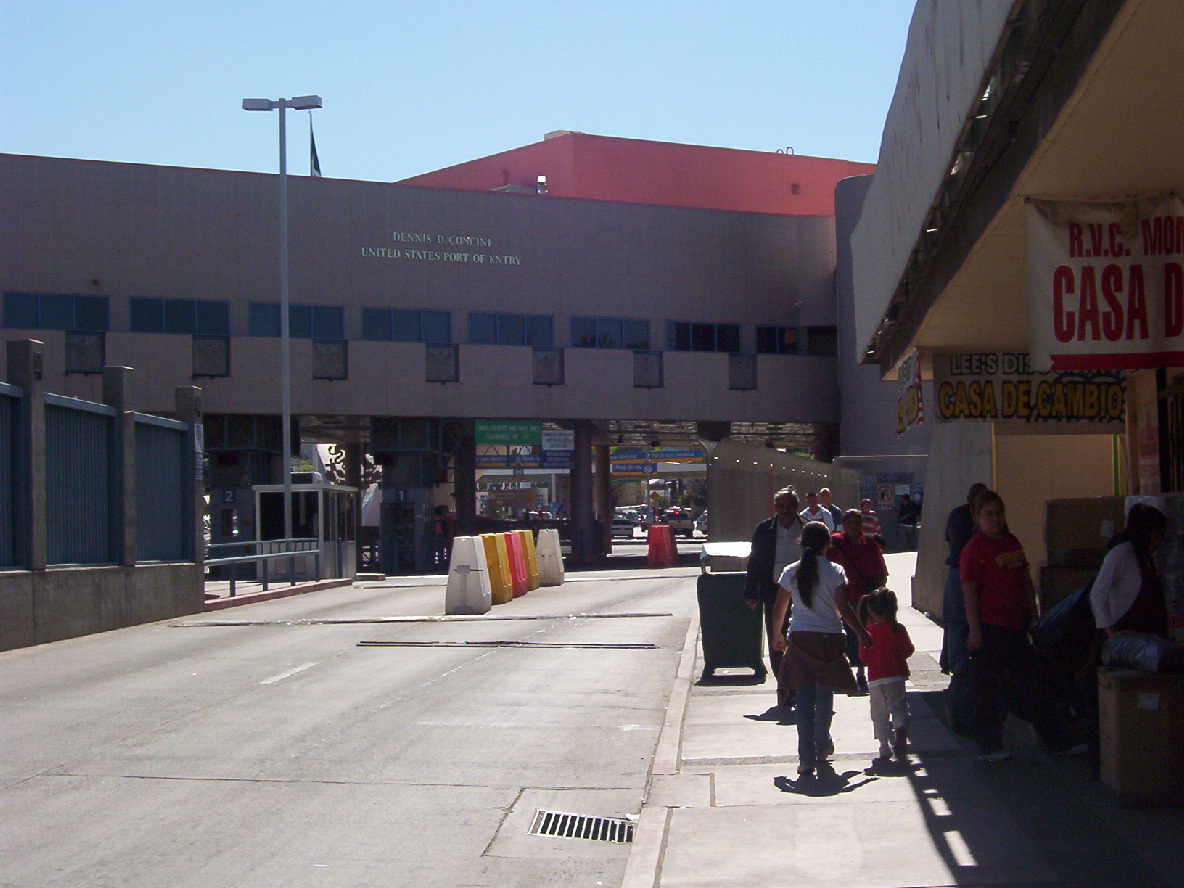
Accés a Mèxic des de Nogales, Arizona

Les ciutats properes a la frontera són les següents:
- San Diego, Califòrnia – Tijuana, Baixa Califòrnia
- Otay Mesa, Califòrnia
- Tecate, Baixa Califòrnia
- Calexico, Califòrnia – Mexicali, Baixa Califòrnia
- Andrade (Califòrnia) – Los Algodones, Baixa Califòrnia
- San Luis, Arizona – San Luis Río Colorado, Sonora
- Lukeville, Arizona – Sonoita, Sonora
- Sasabe, Arizona – Altar, Sonora
- Nogales, Arizona – Nogales, Sonora
- Naco, Arizona – Naco, Sonora
- Douglas, Arizona – Agua Prieta, Sonora
- Antelope Wells, Nou Mèxic – El Berrendo, Chihuahua
- Columbus, Nou Mèxic – Palomas (Chihuahua)
- Santa Teresa, Nou Mèxic – San Gerónimo, Chihuahua
- El Paso, Texas – Ciudad Juárez, Chihuahua
- Presidio, Texas – Ojinaga, Chihuahua
- Del Rio, Texas – Ciudad Acuña, Coahuila de Zaragoza
- Eagle Pass, Texas – Piedras Negras, Coahuila de Zaragoza
- Laredo, Texas – Nuevo Laredo, Tamaulipas
- McAllen, Texas – Reynosa, Tamaulipas
- Progreso Lakes, Texas – Nuevo Progreso, Tamaulipas
- Brownsville, Texas – Matamoros, Tamaulipas

## Estats fronterers

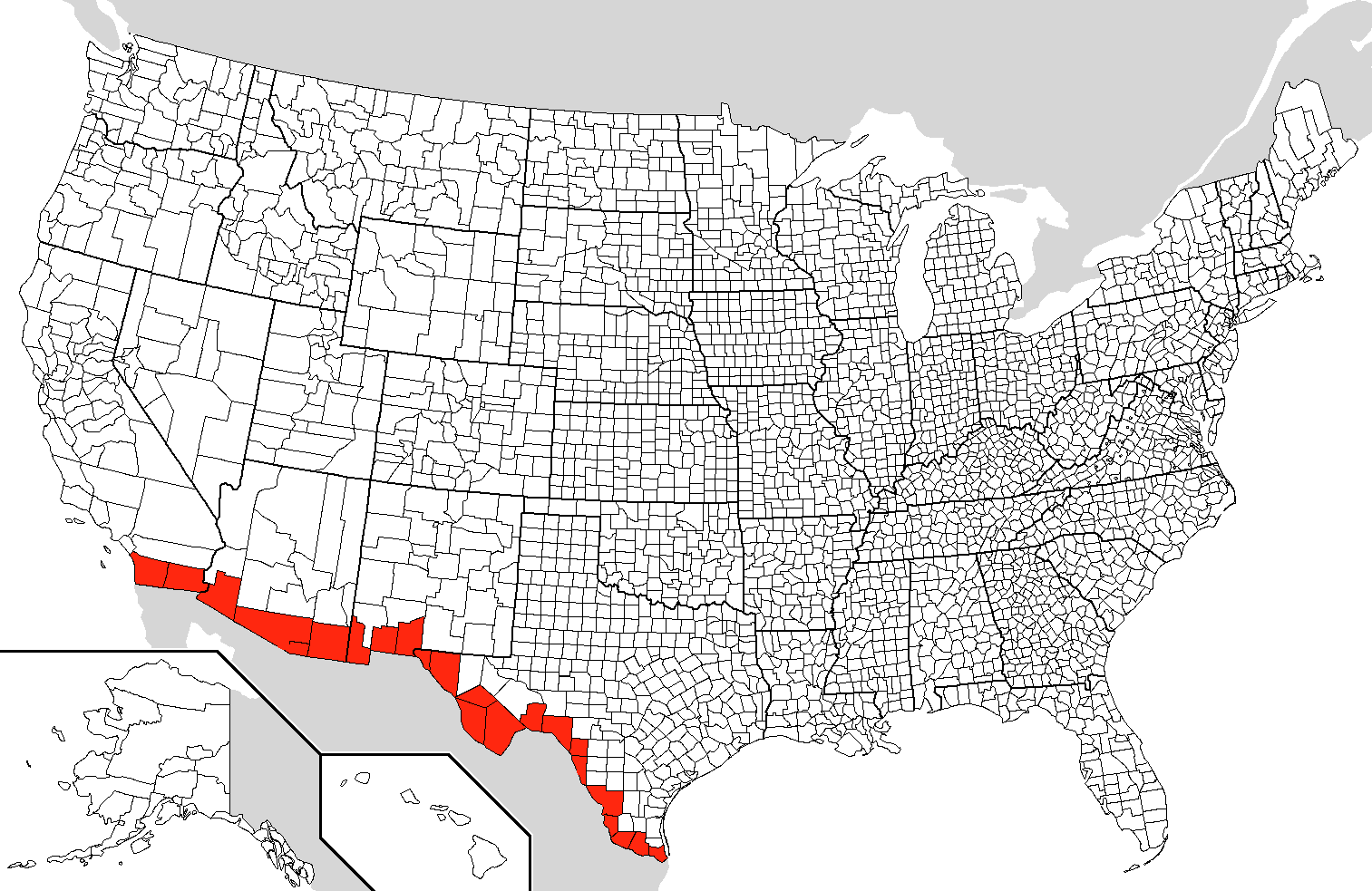
Comtats que són a la zona fronterera amb Mèxic

Estats Units d'Amèrica:
- Texas
- Nou Mèxic
- Arizona
- Califòrnia

Estats Units Mexicans:
- Tamaulipas
- Nuevo León
- Coahuila de Zaragoza
- Chihuahua
- Sonora
- Baja California

## Mur fronterer EUA-Mèxic
El primer pont internacional va ser el pont internacional de Brownsville (Texas) i Matamoros, construït el 1910. La primera barrera construïda pels EUA (una tanca de filferro de pues per evitar el moviment del bestiar a través de la frontera) es va construir a Nogales (Arizona) entre 1909 i 1911, i es va ampliar el 1929. La primera barrera construïda per Mèxic va ser probablement una tanca de filferro de 1,8 m d'alçada construïda el 1918 explícitament amb el propòsit de dirigir el flux de persones, també a Nogales (Sonora). Les barreres es van ampliar en les dècades següents i es van convertir en una característica comuna a les ciutats frontereres a la dècada de 1920. A la dècada de 1940, el Servei d'Immigració i Naturalització dels Estats Units va construir barreres de cadena al llarg de la frontera.
En febrer de 2025 Claudia Sheinbaum Pardo, la recentment escollida Presidenta de Mèxic, va aprovar l'enviament de més de 10.000 soldats a la frontera entre els Estats Units i Mèxic com a part de l'acord amb Donald Trump, recentment escollit president dels Estats Units d'Amèrica, per frenar el trànsit de fentanil i migrants il·legals.